# Verdun-Ciel
Verdun-Ciel est une commune nouvelle française qui existe depuis le 1er janvier 2025 dans le département de Saône-et-Loire et la région Bourgogne-Franche-Comté. Elle résulte de la fusion des communes de Ciel et de Verdun-sur-le-Doubs.

## Histoire
La commune est créée le 1er janvier 2025 à la suite d'un arrêté préfectoral du 27 septembre 2024 par la fusion des communes de Ciel et de Verdun-sur-le-Doubs. Le chef-lieu de la commune nouvelle est fixé à la mairie de l'ancienne commune de Verdun-sur-le-Doubs.

## Politique et administration
Jusqu'aux prochaines élections municipales françaises de 2026, le conseil municipal de la commune nouvelle est constitué de l'ensemble des membres en exercice des conseils municipaux des deux communes fondatrices.

### Liste des maires
| Période | Période  | Identité     | Étiquette | Qualité |
| ------- | -------- | ------------ | --------- | ------- |
| 2025    | En cours | Daniel Ratte |           |         |

### Anciennes communes
| Nom                         | Code Insee | Intercommunalité      | Superficie (km2) | Population (dernière pop. légale) | Densité (hab./km2) |
| --------------------------- | ---------- | --------------------- | ---------------- | --------------------------------- | ------------------ |
| Verdun-sur-le-Doubs (siège) | 71566      | CC Saône Doubs Bresse | 7,27             | 942 (2022)                        | 130                |
| Ciel                        | 71131      | CC Saône Doubs Bresse | 17,19            | 896 (2022)                        | 52                 |

## Population et société

### Démographie
L'évolution du nombre d'habitants est connue à travers les recensements de la population effectués dans la commune depuis sa création.

En 2022, la commune comptait 1 838 habitants.
| 2021  | 2022  |
| ----- | ----- |
| 1 841 | 1 838 |

## Culture locale et patrimoine
- Église Notre-Dame-de-l'Assomption de Ciel.